# Trirhabda convergens
Trirhabda convergens es una especie de insecto coleóptero de la familia Chrysomelidae.
Fue descrita científicamente en 1865 por LeConte.